# Алту-Параизу (Рондония)

Алту-Параису на карте штата.

Алту-Параизу (порт. Alto Paraíso) — муниципалитет в Бразилии, входит в штат Рондония. Составная часть мезорегиона Восток штата Рондония. Входит в экономико-статистический микрорегион Арикемис. Население составляет 17 135 человек на 2010 год. Занимает площадь 2 651,82 км². Плотность населения — 6,46 чел./км².
Праздник города — 13 февраля.

## История
Город основан 13 февраля 1992 года.

## Демография
Согласно сведениям, собранным в ходе переписи 2010 г. Национальным институтом географии и статистики (IBGE), население муниципалитета составляет:
| Полное население                               | Полное население                               | Полное население                               | Полное население                               | 17 135 |
| ---------------------------------------------- | ---------------------------------------------- | ---------------------------------------------- | ---------------------------------------------- | ------ |
| в том числе:                                   | Городское население                            | 8 202                                          | Процент городского населения, %                | 47,87  |
|                                                | Сельское население                             | 8 933                                          | Процент сельского населения, %                 | 52,13  |
|                                                | Мужское население                              | 9 022                                          | Процент мужского населения, %                  | 52,65  |
|                                                | Женское население                              | 8 113                                          | Процент женского населения, %                  | 47,35  |
| Плотность населения, чел/км²                   | Плотность населения, чел/км²                   | Плотность населения, чел/км²                   | Плотность населения, чел/км²                   | 6,46   |
| Население муниципалитета в % к населению штата | Население муниципалитета в % к населению штата | Население муниципалитета в % к населению штата | Население муниципалитета в % к населению штата | 1,10   |

По данным оценки 2015 года население муниципалитета составляет 20 210 жителей.

## Важнейшие населенные пункты
| № | Населённый пункт | Населённый пункт (порт.) | Категория | Население чел. (2010) | На карте                       |
| - | ---------------- | ------------------------ | --------- | --------------------- | ------------------------------ |
| 1 | Алту-Параису     | Alto Paraíso             | город     | 8202                  | 9°43′13″ ю. ш. 63°18′56″ з. д. |